# 襞襟

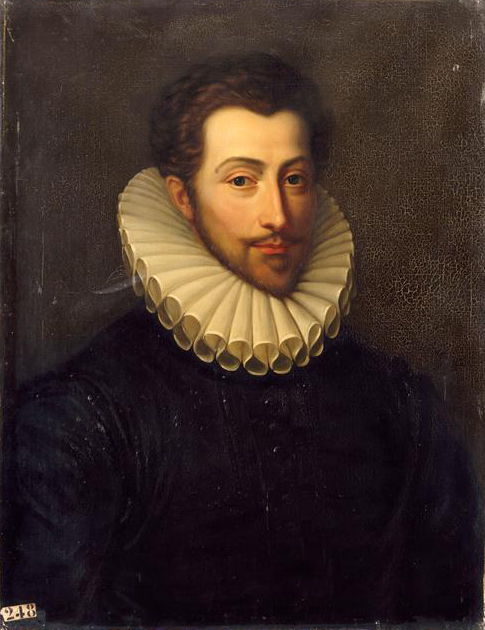
襞襟（ラフ）

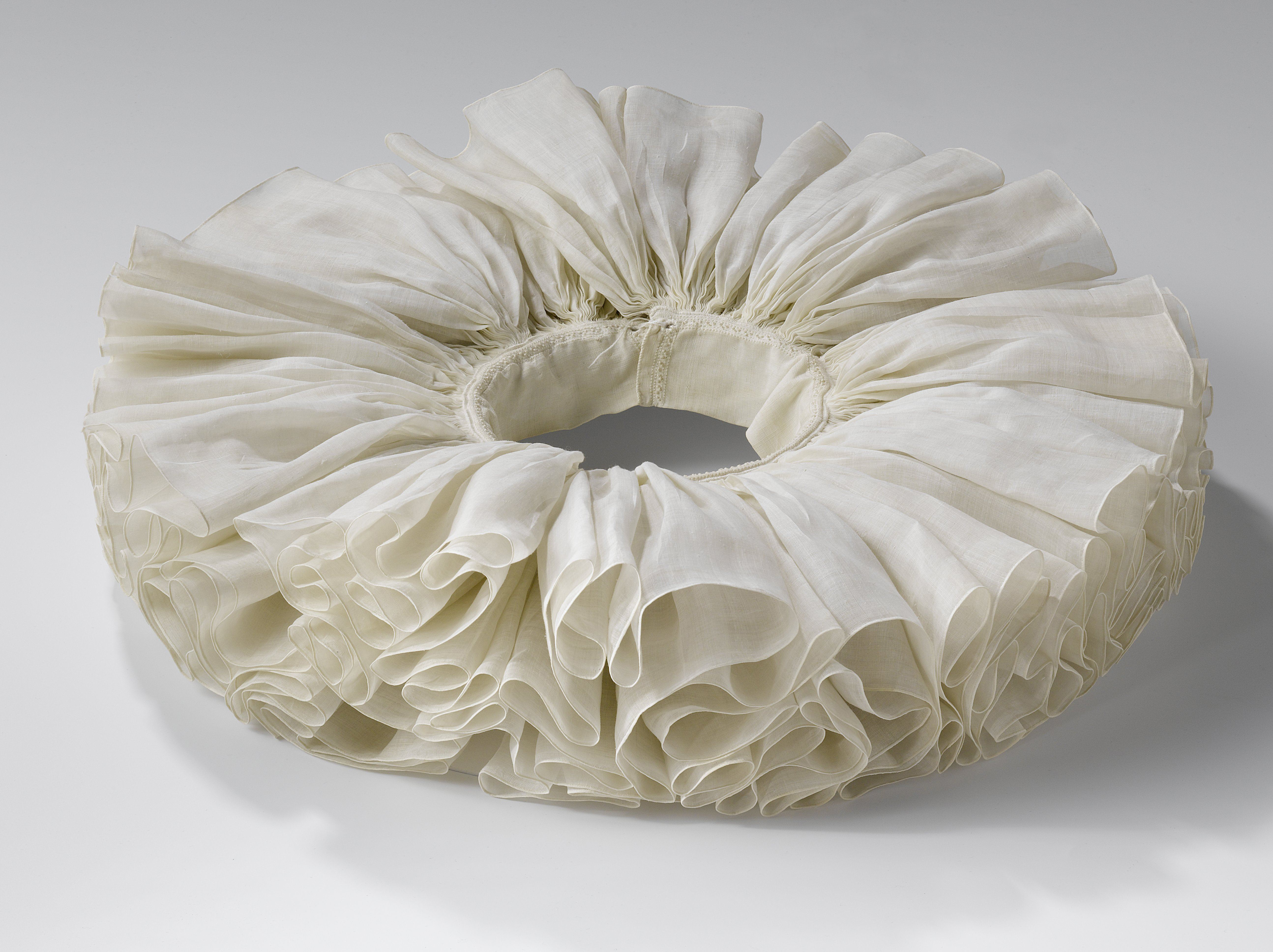
1615-1635年頃の襞襟（ラフ）

襞襟（ひだえり、英語: Ruff、フランス語: Fraise）は、洋服のシャツ、ブラウス等の襟の仕立て方の1つ。
ことに16世紀半ばから17世紀前半のヨーロッパ諸国において、王侯貴族や富裕な市民の間で流行した。

## 沿革
シャツから取り外すことができ、頻繁に取り替えて上着の襟元と肌やひげなどが直接触れる部分の清潔を保つためのラッフル (英: ruffle) が元になっており、元来は実用的な機能を持つものであったが、洗濯糊の発明とともに長い襞襟の張りを保つことができるようになり、次第にその大きさや仕上げの精巧さが競われるようになった。
果ては半径数十センチになろうかという蛇腹状の円盤が首を覆う様相を呈するに至り、針金の枠を必要とするものもあった。糊付けの際に黄色、ピンク色、薄紫に着色することもあった。写真のように、当時は男女両方とも襞襟をつけ、子供も着用した。
西ヨーロッパでは、16世紀末にはウィングカラーや垂れ下がるバンズ (英: Bands) に流行が移って襞襟の着用はすたれたが、オランダ以東では襞襟の着用がもっと長く続いた。
戦国時代から江戸時代初期の日本でも、南蛮貿易にともなってもちこまれた「南蛮装束」のひとつとして徳川頼宣（グレゴリオ暦1602年–同1671年）の品と伝わる数例や伊達政宗（西暦1567年–1636年）など大名や富裕な商人の間で大いに流行し、和服と組み合わせることもあった。そのため、この時代の南蛮貿易やキリシタンにかかわった人物を描写する際の重要な衣装小道具のひとつとなっている（時代劇の俳優や歌舞伎の衣装、銅像・イラスト等・イラスト・キャラクター商品等）。
現在でも、北ドイツのハンザ同盟都市の市議会議員や、同地域およびデンマークのルーテル教会の聖職者（#画像7）、バチカンのスイス衛兵の礼装に襞襟が残っている。

## 使用例
[画像4]、[画像5]は16世紀末にヨーロッパを訪問した日本人の姿を記録している。

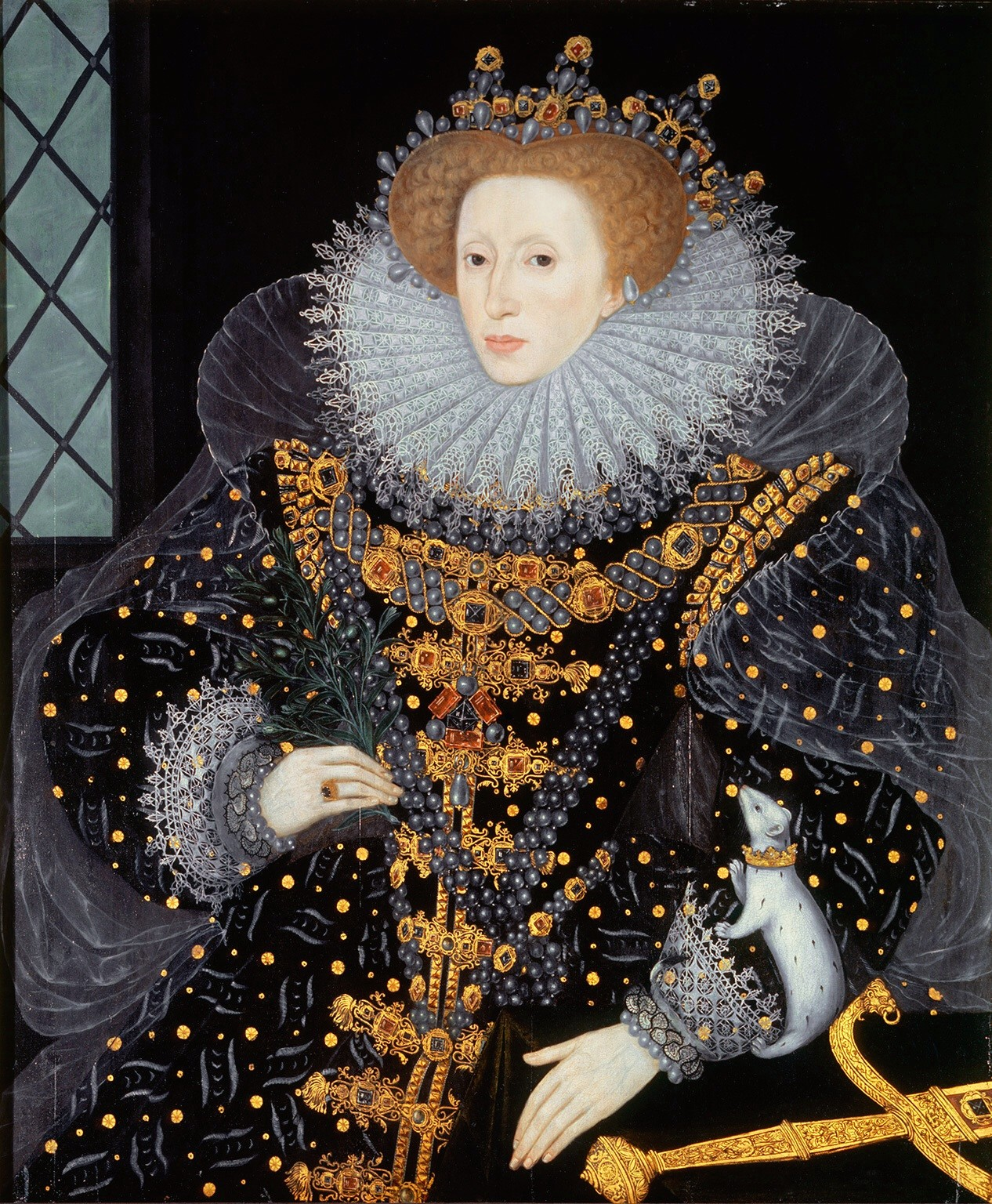
[画像1] エリザベス1世（ユリウス暦1533年–1602/3年）[注 4]
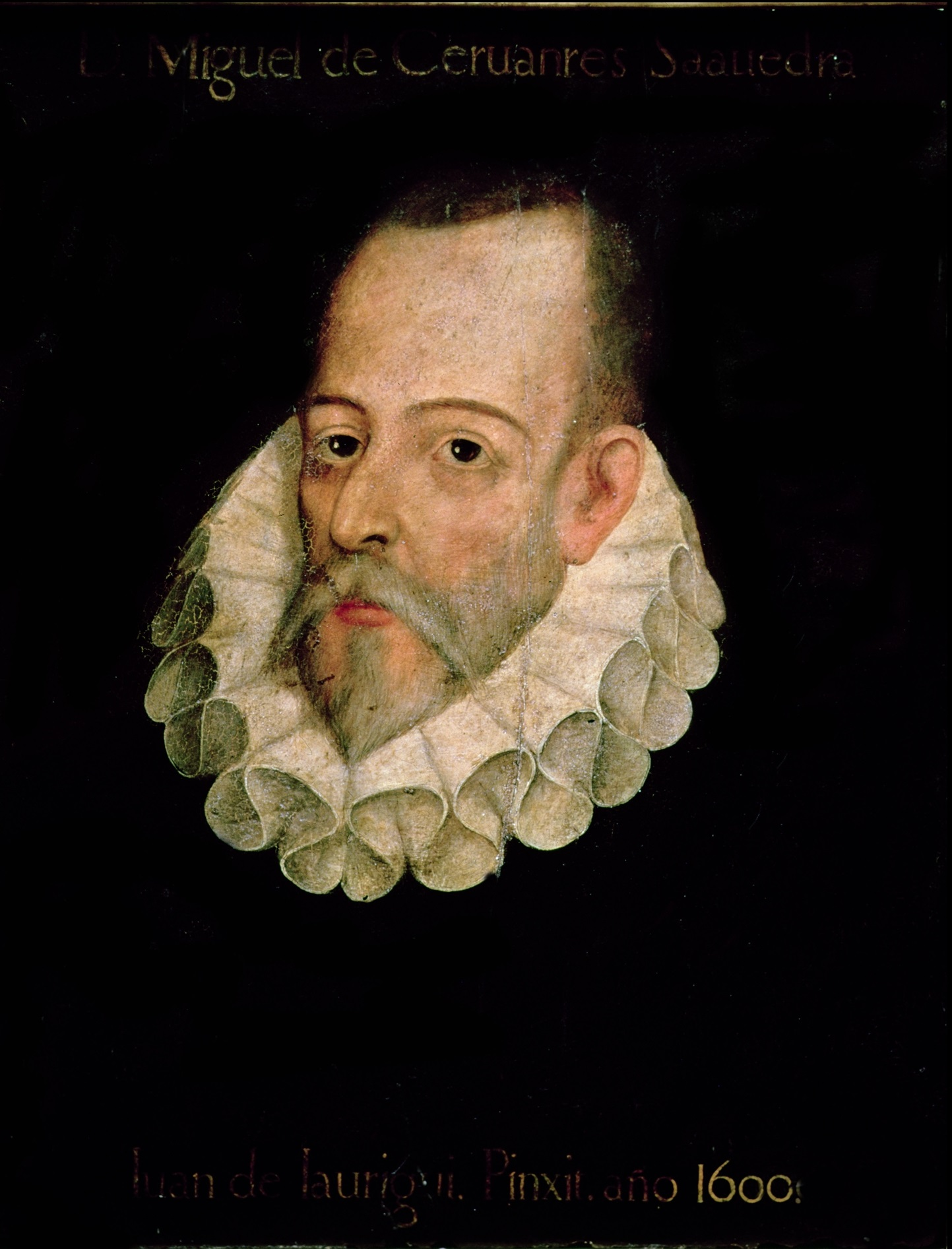
[画像2] セルバンテス[注 5]（1547年–1616年）
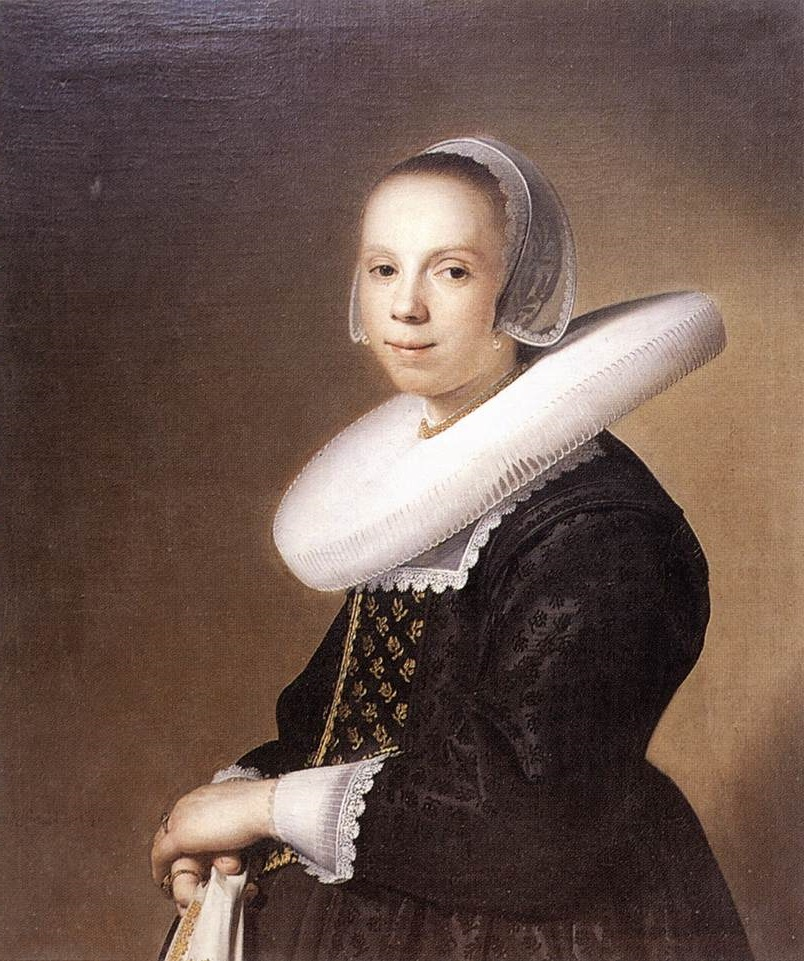
[画像3] 『花嫁の肖像』（ヨハネス・コルネリスゾーン・フェルスプロンク画、1640年オランダ）
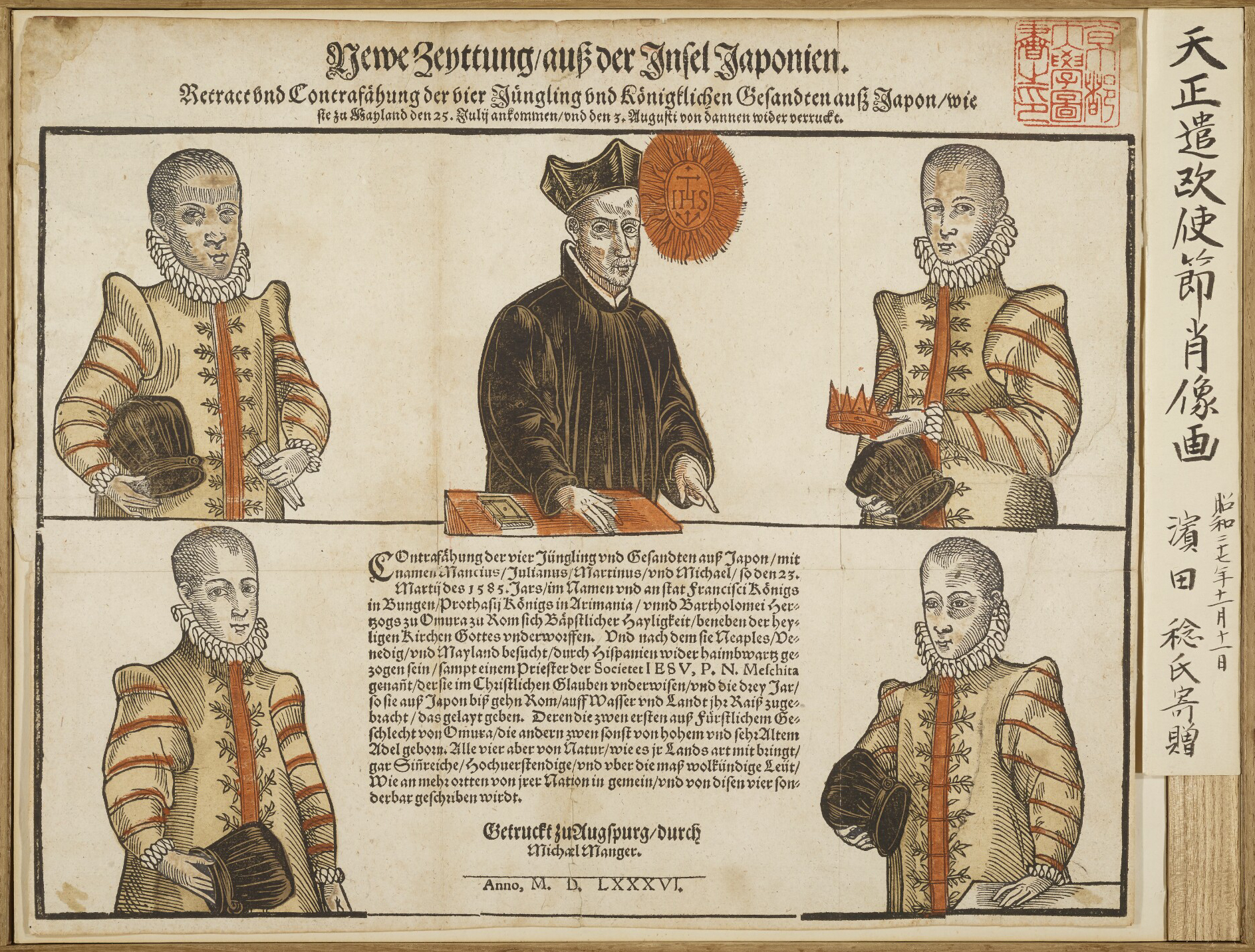
[画像4] 天正遣欧少年使節（1586年発行[注 6]）
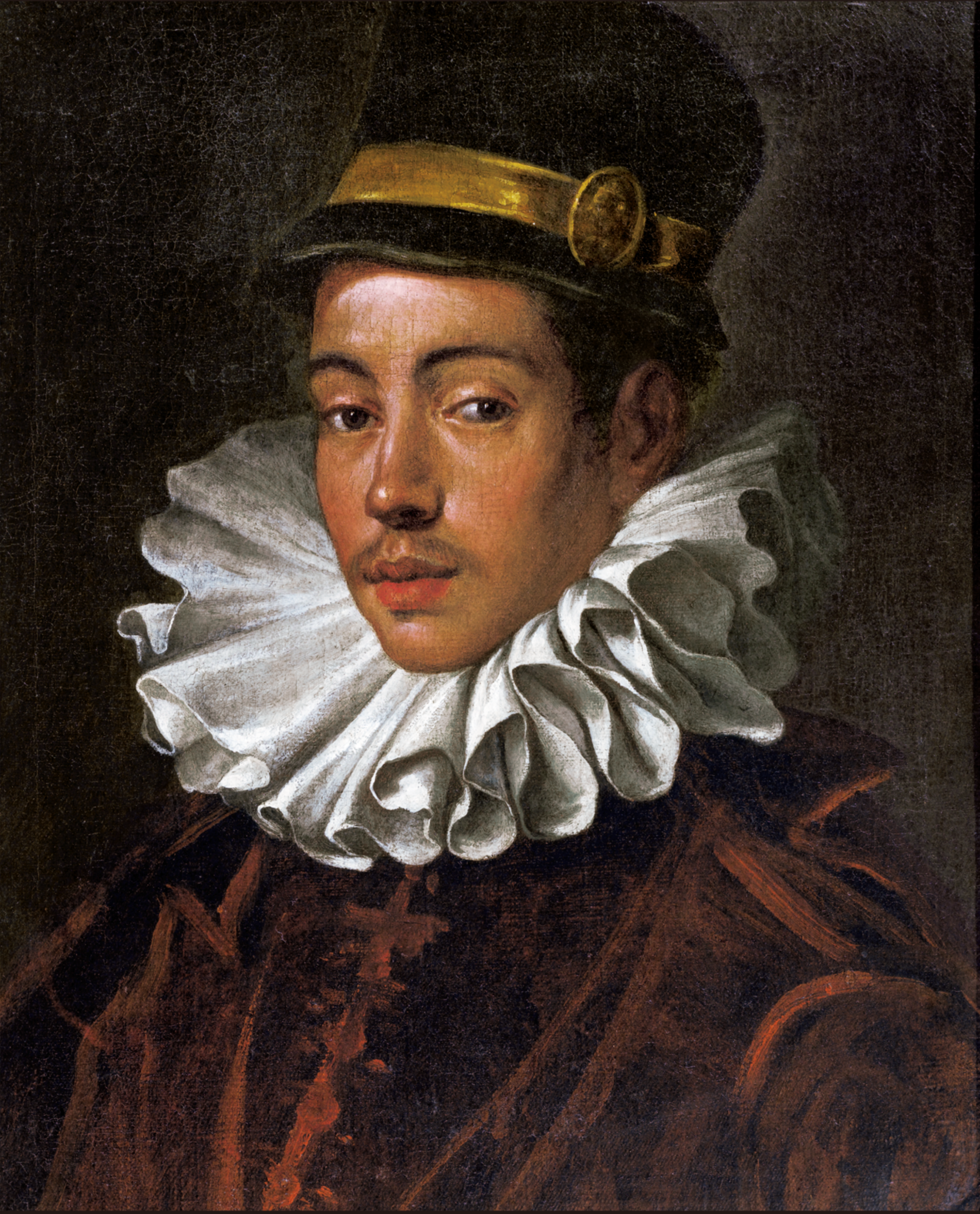
[画像5] 伊東マンショ（1569年?–1612年）、1585年
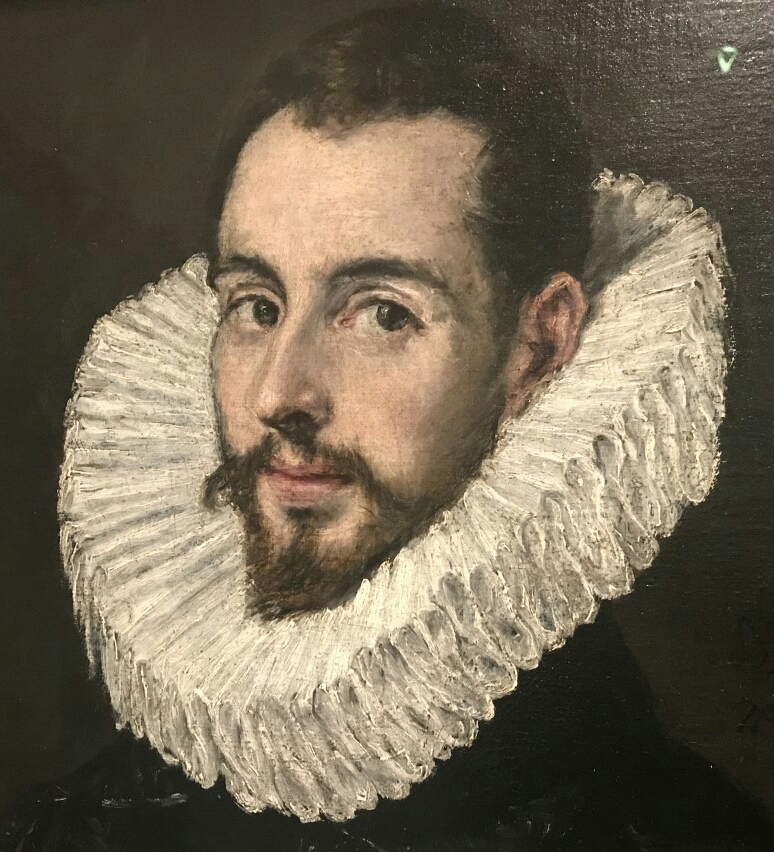
[画像6] ホルヘ・マヌエル・テオトコプリ（1578年–1631年）
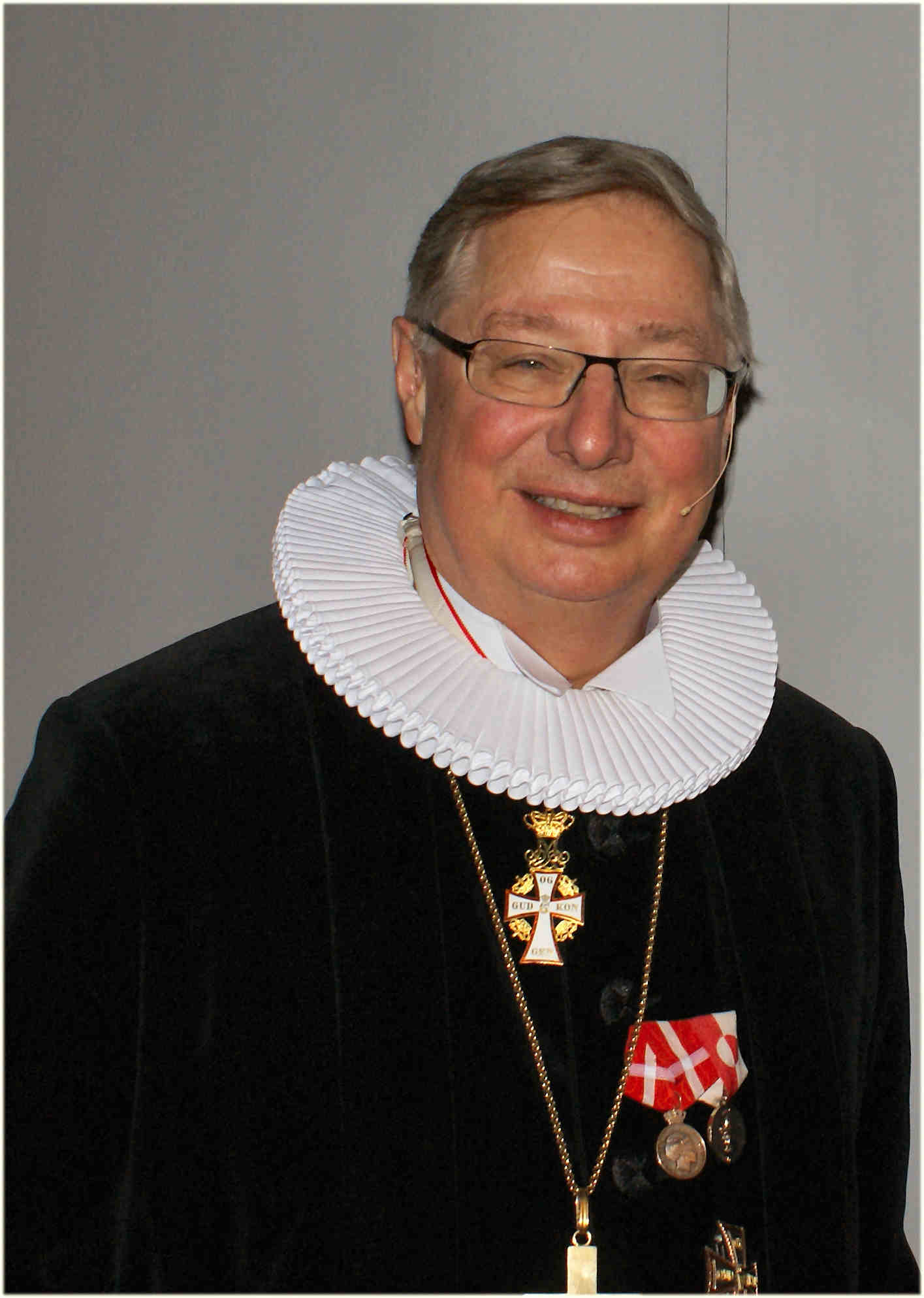
[画像7] デンマークの主教（2008年）